# Last Train Home (Videojuego)

## Premisa.
La historia inicia con un pequeño regimiento de legionarios checoslovacos que comienzan su tránsito por Rusia desde Moscú, en el contexto de la guerra civil rusa. El viaje, dividido en una serie de 9 grandes arcos narrativos que giran alrededor de la correría legionaria por el transiberiano, se desenvuelve alrededor del tren, el cual se convierte en una suerte de base movil que va fluyendo por las diferentes rutas tomadas hacia el extremo oriente, en el puerto de Vladivostok, con el asesoramiento del capitán Frantisek Langer, y así mismo un equipo base de legionarios que servirán como soldados operativos en brigadas que se pueden desplegar para exploración, recolección de recursos o combate directo con tropas bolcheviques, y en última instancia, zaristas.  

## Jugabilidad
Last Train Home se describe como un videojuego de estrategia en tiempo real de supervivencia. Los jugadores controlan un tren en el Ferrocarril Transiberiano, así como un grupo de soldados checoslovacos con la misión de regresar a casa en el apogeo de la guerra civil rusa, y en medio de las dos facciones principales: la facción "roja" o bolchevique, y la facción "blanca" o Zarista. Para sobrevivir al largo viaje, deberán  de gestionar el tren y su tripulación. Hay varios obstáculos en el camino, durante los cuales los jugadores controlan a los soldados en la ejecución de las operaciones de combate, donde se deberán cumplir una serie de misiones. Los puntos de interés, como lagos, bosques y asentamientos, sirven para reabastecer suministros e intercambiar bienes durante el camino; pueden ser lagos, bosques, villas abandonadas o incluso estaciones sobre la línea ferroviaria. En las misiones de combate, los jugadores deben luchar contra enemigos que superan en número a sus unidades, lo que les obliga a usar diversas tácticas como el sigilo y los explosivos para equilibrar la balanza. Algunas son parte del viaje principal en los 9 arcos temáticos o capítulos, otras pueden ser opcionales. Por lo general en las misiones se obtienen bonificaciones en experiencia para los soldados legionarios y recursos valiosos como alimento, tela, metal, munición o botiquines. 

## Desarrollo
Last Train Home empezó su desarrollo en el año 2020   y se hizo su lanzamiento el 11 de junio de 2023 durante el PC Gaming Show 2023.  El juego incluye actores de acción real como Karel Dobrý como el Capitán Langer (vagamente inspirado en František Langer ).  tomando como referencia Original War y Commandos .  Sumado a ello, se hicieron varios trailers de acción real, filmados en el tren museo Legiovlak 

## Recepción
Last Train Home recibió críticas generalmente favorables en Metacritic, con un 80% de 29 reseñas conn una amplia favorabilidad,  que incluso se extendió al público hispanohablante con críticas ampliamente favorables. El juego también recibió un 92% de recomendaciones en OpenCritic.  El juego fue criticado duramente en Rusia por su aparente inexactitud histórica al representar al bando bolchevique como el antagonista principal. 
Después de su lanzamiento, el juego se ubicó entre los diez juegos más vendidos en todo el mundo en Steam, y en la República Checa y Eslovaquia, el juego ocupó el primer lugar. 
En los Premios al Juego Checo del Año 2023, Last Train Home ganó el premio al Juego Checo del Año y el premio a la Elección del Jugador. 

## Propuesta de prohibición en Rusia
El 14 de agosto de 2024 se informó que la fiscalía rusa exigió la prohibición de Last Train Home en Rusia, alegando que el juego no se corresponde con los "valores tradicionales de la sociedad rusa contemporánea, contiene información falsa sobre las actividades de las autoridades estatales de la época y glorifica a los representantes de las legiones checoslovacas". 